# From ARGONAVIS
from ARGONAVIS（原名ARGONAVIS from BanG Dream!）是日本武士道公司運營的跨媒體製作企劃，為《BanG Dream!》的衍生企劃。企劃最早於2018年公布，包含以樂團形式的聲優組合「Argonavis」、「GYROAXIA」、「Fantôme Iris」、「風神RIZING！」、「εpsilonΦ」、「ST//RAYRIDE」。2021年11月23日，武士道宣佈企劃從「ARGONAVIS from BanG Dream!」更名為「from ARGONAVIS」，不再作為《BanG Dream!》企劃的一部分；與企劃同名的新公司接管了企劃的運營。
由三次元製作的電視動畫《ARGONAVIS from BanG Dream! ANIMATION》於2020年4月10日至7月3日在Super Animeism播出。由DeNA開發的音樂手機遊戲《ARGONAVIS from BanG Dream! AAside》於2021年1月14日在日本上線，於2022年1月31日結束營運。動畫電影《劇場版ARGONAVIS 於2021年11月19日上映，《劇場版ARGONAVIS AXIA》於2023年3月上映。由Ambition開發的手機遊戲《ARGONAVIS --》於2024年2月7日上線。2024年10月7日，宣布《ARGONAVIS --》將終止服務，且整個「from ARGONAVIS」企劃的活動也將於2025年內無限期中止。

## 歷史
2018年5月12日武士道宣布啟動《BanG Dream!》男性樂團計畫「ARGONAVIS from BanG Dream!」及成立樂團「Argonavis」。9月15日，在「Argonavis 0-2nd LIVE -始動-」中公開了角色名稱與輪廓。12月10日，在「Argonavis 0-BEYOND LIVE -始動-」中公佈項目工作人員與角色設計，樂團「Argonavis」以五人陣容正式開始活動。2019年11月5日，舉辦「ARGONAVIS 專案發表會」，並發表新樂團「GYROAXIA」與「Fantôme Iris」。2020年1月12日，在「AAside 新春特別直播」中公開新樂團「風神RIZING！」。2月15日，在「AAside 情人節特別直播」中公開新樂團「εpsilonΦ」。2023年5月10日，在「from ARGONAVIS 專案發表會 ～THANKS 5th NAVIVERSARY～」上宣布了新樂團「ST//RAYRIDE」。2021年11月23日，武士道宣佈企劃名稱從「ARGONAVIS from BanG Dream!」更名為「from ARGONAVIS」，不再作為《BanG Dream!》企劃的一部分；與企劃同名的新公司接管了企劃的運營。
2019年5月17日，在「BanG Dream! Argonavis 1st LIVE」中公佈製作音樂錄影帶及漫畫連載開始。2020年4月11日，電視動畫《ARGONAVIS from BanG Dream! ANIMATION》開始播出。2020年6月4日，小說《ARGONAVIS from BanG Dream! 》由JUMP j BOOKS發行。2020年8月11日，漫畫《ARGONAVIS from BanG Dream!》開始在《少年Jump+》連載。2021年6月24日至27日，舞台劇《ARGONAVIS the Live Stage》於劇場1010舉行。2021年11月19日，動畫電影《劇場版ARGONAVIS 》上映。2023年3月24日，動畫電影《劇場版ARGONAVIS AXIA》上映。
2019年11月5日，於「ARGONAVIS 專案發表會」中宣布應用遊戲化。2021年1月14日，智慧型手機遊戲《ARGONAVIS from BanG Dream! AAside》開始發行。2022年1月31日，《ARGONAVIS from BanG Dream! AAside》結束營運。2024年2月7日，智慧型手機遊戲《ARGONAVIS --》開始發行。2024年10月7日，宣布《ARGONAVIS --》將終止服務，且整個「from ARGONAVIS」企劃的活動也將於2025年內無限期中止。

## 登場人物

### Argonavis
來自北海道，由五位男大學生組成，以主唱七星蓮為中心的樂團。
Argonavis成员的姓氏均来自于北海道函馆市（及其附近地区）的地名。
七星蓮（聲：伊藤昌弘）
故事《Argonavis from BanG Dream!》的主角，樂團主唱。法學院一年級。外表孤僻但內心是非常純真，喜歡吃小丑漢堡，討厭嘲笑夢想的人。年少時一次參與音樂祭中，感受到難以形容的感覺，為了尋找這感覺，於是開始他的歌唱生涯，但是因為性格孤僻，直到高中都沒有跟人組過樂團，經常流連卡啦OK房歌唱。升上大學後，對結人和航海的邀請組樂團時感到驚訝，曾一度逃跑，在航海三度邀請下，最終決定加入樂團。
姓氏「七星」来自于北海道（渡岛综合振兴局）北斗市（函馆的新干线车站——新函馆北斗站位于该市），也可以是开往函馆的特急北斗号列车。
五稜結人（聲：日向大輔）
樂團的吉他手，也是樂團的隊長。文學院一年級。喜歡樂團，同時也是一位出色的領導者，會願意聽別人意見。他之前曾經待過另一個樂團GYROAXIA，因為團中主唱要求全團要聽他的話，他對此非常反感而退出，自己另組一隊沒有任何人壓迫其他人的樂團。有兩個哥哥，因為哥哥們太優秀感到自卑，因此跟類似遭遇的航海非常友好。
姓氏「五稜」来自于北海道函馆市的五棱郭。
的場航海（聲：前田誠二）
樂團的貝斯手。文學院一年級。GYROAXIA隊長賢汰的弟弟，由於父母離婚而分開。對於哥哥非常優秀一直耿耿於懷，也因此跟有類似遭遇的結人非常友好。曾多次邀請蓮，最終成功讓他加入。在為了樂團爭取知名度時，哥哥賢汰建議Argonavis客串GYROAXIA的演唱會，欣然接受的反差一度使賢汰感到驚訝，但表示自己只是覺得「能可以利用的事就要盡可能利用」。
姓氏「的場」来自于北海道函馆市的场町。
白石萬浬（聲：橋本祥平）
樂團的鼓手。商學院一年級。在加入樂團前是一位非常有名的謎之鼓手，打鼓非常大力，是重視力量不重視技巧的鼓手。起初請求加入時航海對他的現實求利感到不滿而拒絕，實際上他之所以想賺錢是本身家庭是酪農家庭，不想父母辛苦。為了加入樂團而跟live house店長決一勝負，但因為太大力把鼓敲壞，但店長見識到自己想入樂團的決心後謊稱腰痛退賽，最終允許加入樂團。加入樂團後曾帶團員回自己的老家，在自家的倉庫進行練習。
姓氏「白石」来自于北海道函馆市白石町。
桔梗凛生（聲：森嶋秀太）
樂團的鍵盤手。政治經濟學院一年級。非常自戀，同時也是一位天才，做什麼事也能得心應手，但總是提不起勁做。起初得知結人要找人時自願加入，但航海得知他前科而強烈反對，之後自己也打消念頭。高中時代是棒球隊備受矚目的天才，但受傷後無法再打棒球，他決定開始尋找能令他充滿熱情去做的事情，但仍找不到。在蓮的多番邀請下最終同意加入，而蓮說服結人和航海讓凛生加入。在一次表演完結後，反問蓮是為了什麼而加入樂團。
姓氏「桔梗」来自于北海道函馆市桔梗。

### GYROAXIA
以北海道札幌市為據點的大學生男子樂團。
旭那由多（聲：小笠原仁）
樂團主唱。法學院一年級。
以壓倒性的實力成為樂團的中心，有著暴君般的舉止。對樂隊成員要求的只有能力，若水准低則會毫不留情地捨棄。無論是自己或成員都不允許妥協。
里塚賢汰（聲：橋本真一）
樂團的隊長、吉他手。經營學院三年級。Argonavis貝斯手的場航海的哥哥。
因看中那由多的才能，為了讓他被世界知曉而不惜一切辛勞。擅長收集其他樂團的情報，冷靜定戰略的參謀。雖然惦記著分開生活的弟弟，但沒給弟弟沒什麼好印象。
美園禮音（聲：真野拓實）
樂團的節奏吉他手。文學院一年級。
既頑固忍耐力又強，且不服輸。樂團成員中唯一會反抗獨裁的那由多，但都無法勝過不講道理的那由多而被其他的成員勸解，最後變得總是被逼著忍耐。認同那由多的才能。喜歡吃可樂餅站著吃蕎麥麵，但不太能被理解。
曙涼（聲：秋谷啓斗）
樂團的貝斯手。理學院二年級。
自稱是外星人，似乎是因犯下「無法讓人類幸福的罪」而被流放到地球。為了回到故鄉而努力進行樂團活動。相當我行我素的性格，因為是天才而無法理解努力型的人類，常有神經大條的發言。很親近擅長照顧人的賢汰。
界川深幸（聲：宮內告典）
樂團的鼓手。牙醫學院三年級。
曾玩過自由搏擊，但為了受歡迎而轉為打鼓。對小孩及女性相當溫柔。非常克己且不懈鍛鍊。作為年長者很常順利地協助對立的那由多和禮音。

### Fantôme Iris
來自名古屋的視覺系樂團，成員皆為社會人士。遊戲的原創角色。
菲利克斯・路易-克勞德・蒙德爾（聲：朗斯貝里·亞瑟）
樂團主唱。藝名為「FELIX」。職業為法文講師。
從法國來的貴族。喜歡美麗的東西，有著卓越的知性與敏銳的感性。基本上不聽人說話，與他有關的一切都是規格外的，但具有想讓人追隨的魅力。雖然喜歡料理，但絕不是擅長。
黑川燈（聲：和田將彌）
樂團的吉他手。藝名為「Light」。職業為醫療系系統工程師。
認真且好操心、溫厚且溫柔。平時為夾在部下及上司之間努力工作的社畜體質上班族。在樂團活動中，即使被菲利克斯耍得團團轉，還是過著充實的日子。
洲崎遵（聲：福山潤）
樂團的吉他手。藝名為「ZACK」。職業為尼特（職業玩家）。
平時為性格懦弱的人，總是窩在家裡打遊戲。因天生的不幸體質經常吃虧。只有在舞台上和對人遊戲的時候會變成裏人格ZACK，感情被解放會連發禁止放送用語。
御劔虎春（聲：代永翼）
樂團的貝斯手。藝名為「HARU」。職業為幼稚園老師。
有著像少女般的美麗外表，但性格豪爽很會照顧人。過去為被畏懼的不良少年三河之虎。跟大門是從小學認識的兒時玩伴。因自己的外表是為了樂團改變而感到驕傲。
楠大門（聲：鮎川太陽）
樂團的鼓手。藝名為「D」。職業為咖啡店店長（早）、保全（夜）。
缺乏表情、看似恐怖但對自己很嚴格，對他人很溫柔。害怕幽靈之類的恐怖事物。以前常去接被警察輔導的兒時玩伴虎春。從祖父那裡學到各式各樣的音樂種類，在合租公寓主要負責做家事。

### 風神RIZING!
來自長崎的斯卡樂團，成員皆為大學生。遊戲的原創角色。
神之島風太（聲：中島良樹）
樂團主唱、薩克斯風手。文學院一年級。
在長期的大自然中成長的直率青年，很為成員著想。天真爛漫且積極的的性格常有出奇不意的行動，常引起問題。常笑也常哭。夥伴薩克斯風的名字是薩克太郎。
與葵、岬、纊平為兒時玩伴。
椿大和（聲：金子誠）
樂團的吉他手。文學院一年級。
與冷酷帥氣的外表相反，內在卻是純粹的笨蛋。因拼命學習而有音樂知識，但吉他水准不高。在高中畢業前從東京搬到了長崎。對於喜歡的東西有著非比尋常的熱情和行動力。
早坂纊平（聲：阿部敦）
樂團的貝斯手。工學院三年級。
可靠的哥哥，樂團的隊長。被兒時玩伴的3人稱作「纊哥」。平時性格冷靜溫柔，生氣起來相當可怕。擁有足以弄壞九連環的怪力，生活家電也不能好好使用。吃辣的食物會變一個人。
若草葵（聲：酒井廣大）
樂團的長號、鍵盤手。文學院一年級。
負責照顧吵鬧的成員。雖然是個愛哭容易寂寞的人，但無法坦率地撒嬌。受父母的影響而喜歡古典音樂，有學過鋼琴。
五島岬（聲：吉野裕行）
樂團的鼓手。經濟學院一年級。
外表和態度都很不良。但注重禮儀且認真，頭腦很好。容易發怒，常跟大和吵架。和風太是親友。

### εpsilonΦ
來自京都的流行電子樂團，成員皆為初、高中生。遊戲的原創角色。
宇治川紫夕（聲：榊原優希）
樂團主唱。中學一年級。
有著如天使般的外貌，卻是能說出「世界是我的玩具箱」的惡魔少年。父親是世界三大唱片公司之一DUCK RIVER的社長。喜歡看到他人生氣及絕望的表情。從小過著糟蹋許多人的人生的生活。音樂才能是真的。
二條遙（聲：梶原岳人）
樂團的吉他手、主唱。高中二年級。貝斯手奏的雙胞胎哥哥。
總是慵懶且對任何事都提不起精神，文武雙全，吉他的演奏技術也很高。在學校無法融入周遭的人，討厭與自己完全相反的弟弟。因被父母和周圍的人與弟弟比較而受傷，對周圍的一切都感到灰心和厭惡。
二條奏（聲：市川太一）
樂團的貝斯手。高中二年級。遙的雙胞胎弟弟。
開朗且對眾人溫柔的人氣者。但是這一切都是為了破壞哥哥的人際關係、粉碎他的希望。沒有什麼比看到遙向自己投來憎恨的眼光還要更幸福的。為了不讓遙對自己以外的東西產生興趣常糾纏著他。實際上從根底對遙有著沉重的愛。
鞍馬唯臣（聲：峰岸佳）
樂團的合成器手。高中三年級。
溫柔沉穩的美少年。雖然會配合周圍的人開心難過，但無法理解那些感情的理由。
烏丸玲司（聲：立花慎之介）
樂團的鼓手。高中三年級。
世代侍奉著宇治川財團烏丸家的養子。頭腦清晰且冷靜沉著。有著相當程度的潔癖症。內心鄙視著所有的人類。雖然服從著任性的紫夕，實際上相當憎恨他。鼓的演奏相當有力量。

### 其他人物
八甲田健三（聲：宮内敦士）
Argonavis常去咖啡廳「Submariner」的店長。
摩周慎太郎（聲：佐藤拓也）
GYROAXIA的經紀人。
吉爾伯特（聲：田所陽向）
菲利克斯的哥哥。

## 聲優組合

### Argonavis
Argonavis 是由五名聲優樂團型聲優組合，隸屬於「from ARGONAVIS」。
伊藤昌弘
角色：七星蓮（主唱）
日向大輔
角色：五稜結人（吉他）
樂器：Gibson Custom Goryo Yuto Les Paul Standard Blue Burst
前田誠二
角色：的場航海（貝斯）
樂器：Gibson Matoba Wataru SG Standard Pearl White
森嶋秀太
角色：桔梗凜生（鍵盤）
橋本祥平
角色：白石萬浬（爵士鼓）
樂器：Pearl

#### 音樂作品

##### 單曲
|            | 發售日        | 標題         | 規格產品編號 | 規格產品編號 | Oricon 最高排名 |
| CD+Blu-ray | 發售日        | 標題         | CD           |              | Oricon 最高排名 |
| ---------- | ------------- | ------------ | ------------ | ------------ | --------------- |
| 1st        | 2019年2月20日 | ゴールライン | BRMM-10178   | BRMM-10179   | 34名            |

## 電視動畫
2020年4月至7月，電視動畫《ARGONAVIS from BanG Dream! ANIMATION》在毎日放送及TBS系列「Super Animeism」檔期等播出。播出前的同年2月8日至2月29日，特別迷你節目「From_ARGONAVIS from BanG Dream! 」於同檔期內播出，出演者為Argonavis。
劇本以蓮的視角來描繪故事。著重於展現蓮與其他成員及旭那由多之間的交流中，其印象如何隨著變化而轉變，以及對角色當下情感起伏的強調。全篇皆以3DCG繪製，劇中演奏場景則採用聲優的動作捕捉技術。此舉旨在將現場演出中演員的動作與動畫角色的動作完美結合。在第8話中，蓮與那由多共同演唱的場景中，同步進行了動作捕捉錄製，經過反覆試驗後，全部採用了即興錄製的片段；連演奏後調整呼吸的動作亦被運用於本篇中。樂器還原度極高，連鼓組各部件的形狀及現場演出用的麥克風配置都被細緻描繪。大部分集數皆呈現現場演出場景。插入曲除使用為TV動畫專門製作的新曲外，亦採用了既有發表曲，使得故事中樂曲所蘊含的意義得以傳達。劇伴音樂則為了與角色們的演奏曲風區別，採用了以弦樂器等為主、與傳統樂團音色迥異的編曲方式。

### 製作人員

- 原作及製作：武士道
- 監督：錦織博
- 副監督：植高正典
- 故事原案：中村航（日语：中村航）
- 系列構成：毛利亘宏
- 主要角色原案：三好輝（日语：三好輝）
- 模型導演：鈴木大介
- 綁定導演：矢代奈津子
- 美術監督：田島裕
- 美術設定：多田周平
- 色彩設計：北川順子
- 攝影監督：林翔子
- CG首席導演：小川晴代
- 編輯：榎田美咲
- 音響監督：ひらさわひさよし（日语：ひらさわひさよし）、古屋智子
- 音樂：高橋諒（日语：高橋諒 (音楽家)）
- 音樂製作人：北岡那之、山田公平
- 製作人：村上一馬、山下祐季、亀井博司
- 動畫製作人：松浦裕暁
- 動畫製作：三次元
- 製作協力：DeNA

### 主題曲


#### 片頭曲
（第1、6、10、12話）
作詞：中村航、田淵智也（UNISON SQUARE GARDEN），作曲：田淵智也，編曲：渡辺拓也，歌：Argonavis
SCATTER（第7、9、11話）
作詞：SHiNNOSUKE（ROOKiEZ is PUNK'D/S.T.U.W），作曲及編曲：UZ（SPYAIR/S.T.U.W），歌：GYROAXIA

#### 片尾曲
（第1、2、4–6、10–13話）
作詞：中村航，作曲及編曲：渡辺拓也，歌：Argonavis
LIAR（第7、9、11話）
作詞、作曲、編曲：ASH DA HERO，歌：GYROAXIA
AAside（再播版第1–2、4、5、6、9–13話）
作詞：中村航，作曲及編曲：渡辺拓也，歌：Argonavis

#### 插入曲
（第1–3、6–8、12話）
作詞：中村航、渡辺拓也，作曲及編曲：渡辺拓也，歌：Argonavis
（第1、11話）
作詞：中村航，作曲及編曲：高橋諒，歌：Argonavis
REVOLUTION（第1、6話）
作詞、作曲：ASH DA HERO，編曲：ASH DA HERO、山本恭平（Arte Refact），歌：GYROAXIA
Steady Goes!（第4、5話）
作詞：中村航，作曲及編曲：廣澤優也（HANO）、青木宏憲（HANO），歌：Argonavis
 Acoustic Ver.（第6話）
作詞：中村航，作曲及編曲：渡辺拓也，歌：Argonavis
SCATTER（第7、8、10話）
作詞：SHiNNOSUKE（ROOKiEZ is PUNK'D/S.T.U.W），作曲及編曲：UZ（SPYAIR/S.T.U.W），歌：GYROAXIA
MANIFESTO（第7、8、10話）
作詞、作曲：ASH DA HERO，編曲：ASH DA HERO、脇眞富（Arte Refact），歌：GYROAXIA
STARTING OVER（第8、9話）
作詞：中村航、ASH DA HERO，作曲：ASH DA HERO，編曲：渡辺拓也，歌：Argonavis
Starry Line（第9話）
作詞：中村航、田淵智也（UNISON SQUARE GARDEN），作曲：田淵智也、栁舘周平，編曲：栁舘周平，歌：Argonavis
AGAIN（第10話）
作詞：中村航，作曲：SHiNNOSUKE（ROOKiEZ is PUNK'D/S.T.U.W），編曲：YOUSAY，歌：Argonavis
（第11話）
作詞：Mao（SID），作曲：AKi（SID），編曲：シド，歌：Fantôme Iris
（第11話）
作詞、作曲、編曲：TK（凜冽時雨），歌：εpsilonΦ
RIZING!!!（第12話）
作詞、作曲、編曲：TAKE（FLOW），歌：風神RIZING！
VOICE（第13話）
作詞：中村航，作曲及編曲：渡辺拓也，歌：Argonavis
Pray（第13話）
作詞：中村航，作曲：Shinji（SID），編曲：渡辺拓也，歌：Argonavis

### 集數列表

| 集數 | 標題             | 劇本     | 分鏡                          | 演出       | CG導演     | 作畫監督                                          | 首播日期       |
| ---- | ---------------- | -------- | ----------------------------- | ---------- | ---------- | ------------------------------------------------- | -------------- |
| #01  | 去往光明之處     | 毛利亘宏 | 錦織博                        | 小川晴代   | 小川晴代   | 茶之原拓也 依田祐輔                               | 2020年 4月11日 |
| #02  | 天才與狂熱       | 毛利亘宏 | 錦織博                        | 奥川尚弥   | 奥川尚弥   | 茶之原拓也                                        | 4月18日        |
| #03  | 我們的出航       | 毛利亘宏 | 杉島邦久                      | 西野弘泰   | 西野弘泰   | 茶之原拓也                                        | 4月25日        |
| #04  | 在夢想和現實之間 | 毛利亘宏 | 増田敏彦 （ 日语 ： 増田敏彦） 錦織博 | 大森大地   | 大森大地   | 茶之原拓也 依田祐輔                               | 5月2日         |
| #05  | 來自過去的訣別   | 毛利亘宏 | 錦織博                        | 森田紘吏   | 森田紘吏   | 茶之原拓也                                        | 5月9日         |
| #06  | 流星雨           | 毛利亘宏 | 杉島邦久                      | 志賀健太郎 | 志賀健太郎 | 茶之原拓也                                        | 5月16日        |
| #07  | 跨越波浪         | 後藤綠   | 錦織博                        | 西野弘泰   | 西野弘泰   | 茶之原拓也 八森優香 依田祐輔                      | 5月23日        |
| #08  | 共鳴             | 後藤綠   | 錦織博 植高正典               | 小山晴代   | 小山晴代   | 茶之原拓也 八森優香 依田祐輔                      | 5月30日        |
| #09  | 向未知挑戰       | 毛利亘宏 | 錦織博                        | 志賀健太郎 | 志賀健太郎 | 茶之原拓也                                        | 6月6日         |
| #10  | 突破極限！       | 毛利亘宏 | 増田敏彦 錦織博               | 奥川尚弥   | 奥川尚弥   | 茶之原拓也 大峰誠也                               | 6月13日        |
| #11  | 前往命運之地     | 後藤綠   | 錦織博                        | 森田紘吏   | 森田紘吏   | 茶之原拓也 八森優香 依田祐輔 大峰誠也 Shin Joseph | 6月20日        |
| #12  | Goal Line        | 毛利亘宏 | 錦織博                        | 西野弘泰   | 西野弘泰   | 茶之原拓也 八森優香 大峰誠也                      | 6月27日        |
| #13  | Pray             | 毛利亘宏 | 錦織博                        | 小山晴代   | 小山晴代   | 茶之原拓也 依田祐輔 大峰誠也                      | 7月4日         |

### 播映平台
| 播放期間             | 播放時間                      | 播放電視台    | 播放地區 | 備註                   |
| -------------------- | ----------------------------- | ------------- | -------- | ---------------------- |
| 2020年4月11日—7月4日 | 星期六1:25—1:55（星期五深夜） | TBS系列全28台 | 日本全國 | 「Super Animeism」檔期 |
|                      | 星期六20:00—20:30             | AT-X          | 日本全國 | 有重播                 |

## 劇場動畫

### 
動畫電影《劇場版ARGONAVIS 》為將電視動畫加入新作場景後重新構成的內容。相較於以蓮的視角描繪故事的電視動畫，本作除了闡述其他人物的內心外，還增加了補充場景並改變了部分流程。此外，出於「應捕捉不斷進化中演員們最具代表性的一面」的意圖，全篇均進行了全新配音錄製。錄製工作於舞台劇「ARGONAVIS the Live Stage」公演結束後進行。

#### 製作人員

- 監督：森川滋
- 劇本：毛利亘宏
- 主要角色原案：三好輝
- 音樂：高橋諒
- 動畫製作：三次元
- 製作：武士道、ULTRA SUPER PICTURES（日语：ウルトラスーパーピクチャーズ）
- 配給：Bushiroad Move

#### 主題曲


##### 片頭曲
作詞：中村航、田淵智也（UNISON SQUARE GARDEN），作曲：田淵智也，編曲：渡辺拓也，歌：Argonavis

##### 片尾曲
作詞、作曲、編曲：氏原ワタル，歌：GYROAXIA

##### 插入曲
作詞：中村航，作曲、編曲：高橋諒，歌：Argonavis

作詞：中村航、渡辺拓也，作曲、編曲：渡辺拓也，歌：Argonavis
Steady Goes!
作詞：中村航，作曲、編曲：廣澤優也（HANO）、青木宏憲（HANO），歌：Argonavis
 Acoustic Ver.
作詞：中村航，作曲、編曲：渡辺拓也，歌：Argonavis
STARTING OVER
作詞：中村航、ASH DA HERO，作曲：ASH DA HERO，編曲：渡辺拓也，歌：Argonavis
STARTING OVER feat.旭 那由多 from GYROAXIA
作詞：中村航、ASH DA HERO，作曲：ASH DA HERO，編曲：渡辺拓也，歌：Argonavis、旭那由多（小笠原仁）
Starry Line
作詞：中村航、田淵智也（UNISON SQUARE GARDEN），作曲：田淵智也、栁舘周平，編曲：栁舘周平，歌：Argonavis
VOICE
作詞：中村航，作曲、編曲：渡辺拓也，歌：Argonavis
Pray
作詞：中村航，作曲：Shinji（SID），編曲：渡辺拓也，歌：Argonavis
REVOLUTION
作詞、作曲：ASH DA HERO，編曲：ASH DA HERO、山本恭平（Arte Refact），歌：GYROAXIA
SCATTER
作詞：SHiNNOSUKE（ROOKiEZ is PUNK'D/S.T.U.W），作曲、編曲：UZ（SPYAIR/S.T.U.W），歌：GYROAXIA

### AXIA
動畫電影《劇場版ARGONAVIS AXIA》由森川滋執導，於2023年3月24日上映。該作為《劇場版ARGONAVIS 》的續作，相比前作圍繞Argonavis樂團展開，本作則以GYROAXIA為焦點。

#### 故事簡介
在札幌活動的熱門搖滾樂團GYROAXIA。然而，主唱旭那由多卻因與身為世界級搖滾歌手的父親「伊龍恒河」共度的童年回憶而飽受折磨。另一方面，當GYROAXIA決定進軍東京之際，突然傳出「解散」的謠言，成員間發生衝突，幾乎陷入解體。在此期間，前經理摩周慎太郎的暗中行動促使伊龍恒河悄然歸國……

#### 製作人員

- 監督：森川滋
- 劇本：毛利亘宏
- 主要角色原案：三好輝
- 音樂：高橋諒（日语：高橋諒 (音楽家)）
- 動畫製作：三次元
- 製作：ARGONAVIS、ULTRA SUPER PICTURES（日语：ウルトラスーパーピクチャーズ）
- 配給：Bushiroad Move

#### 主題曲


##### 片頭曲
DANCING PARANOIA
作詞：吾龍，作曲、編曲：（PENGUIN RESEARCH），歌：GYROAXIA

##### 片尾曲
MILESTONE
作詞：ASH DA HERO，作曲：御恵明希（SID），編曲：御恵明希（SID）、加藤貴之，歌：GYROAXIA

##### 插入曲
Ragnarök
作詞：ASH DA HERO，作曲：御恵明希（SID），編曲：御恵明希（SID）、加藤貴之，歌：SYANA
Ragnarök Ren Nanahoshi Ver.
作詞：ASH DA HERO，作曲：御恵明希（SID），編曲：御恵明希（SID）、加藤貴之，歌：七星蓮（Argonavis）
Ragnarök GYROAXIA Ver.
作詞：ASH DA HERO，作曲：御恵明希（SID），編曲：YOUSAY，歌：GYROAXIA

## 外部連結
- 電視動畫《ARGONAVIS from BanG Dream!》官方網站（日語）
- 劇場版《ARGONAVIS》官方網站（日語）